# Falck, Moselle
Falck är en kommun i departementet Moselle i regionen Grand Est (tidigare regionen Lorraine) i nordöstra Frankrike. Kommunen ligger i kantonen Bouzonville som tillhör arrondissementet Boulay-Moselle. År 2022 hade Falck 2 516 invånare.

## Befolkningsutveckling
Antalet invånare i kommunen Falck
| Referens: INSEE |